# Straight Acting
Straight acting (Englisch: straight „gerade(aus), hetero(sexuell)“; acting „Verhalten, Agieren; Schauspielern“ – sinngemäße Übersetzung: „Heteroverhalten“) bezeichnet eine Auftretensweise von Homosexuellen, die in homosexuellen Kreisen mit heterosexuellem Rollenverhalten assoziiert wird.

## Schwule
Anders als der Ausdruck suggeriert, geht es nicht darum, dass schwule Männer mit Frauen Geschlechtsverkehr haben; ein Verhalten, das im eigentlichen Wortsinne heterosexuell wäre. Auf das Äußere bezogen spricht man von „Heterolook“ (von Englisch to look = aussehen oder auch Erscheinungsbild).
Die Bezeichnung löst unter schwulen Männern Kontroversen aus, die eng mit der jeweiligen Akzeptanz bestimmter feministischer Theorien oder der Queer Theory verbunden sind. Unabhängig von der Akzeptanz der Bezeichnung trägt das Verhalten selbst dazu bei, dem Klischee entgegenzuwirken, dass schwule Männer „weiblich“ seien, stärkt aber gleichzeitig Klischees darüber, welches Verhalten „männlich“ bzw. „weiblich“ sei.
Ein Teil der Schwulenbewegung, der dem Feminismus und der Queer Theory nahesteht, stellt die Geschlechterrollen, die traditionell Männern und Frauen zugeschrieben werden, in Frage. Sie legen deshalb wenig Wert darauf, dass Männer sich diesen Rollen anpassen. Abweichungen von diesen Rollen, z. B. durch tuntiges Verhalten, werden also emanzipatorisch gedeutet.
Ein anderer Teil der Schwulen wehrt sich stattdessen gegen das Vorurteil, dass homosexuelle Männer sich „weiblich“ verhalten würden, und nutzen die Bezeichnung, um eine „männliche“ schwule Verhaltensweise von einer „tuntigen“ schwulen Verhaltensweise abzugrenzen. Anstatt tuntiges Verhalten als emanzipatorisch zu sehen, wird hier das Unterlassen des feminin konnotierten bzw. tuntigen – weil stereotyp schwulen – Verhaltens emanzipatorisch gesehen. Durch die bewusste Abgrenzung von feminin konnotiertem Verhalten soll das sogenannte straight acting die öffentliche Wahrnehmung männlicher Homosexualität verändern oder deren Wahrnehmbarkeit einschränken. Ein weniger politisches Argument für das straight acting ist der erotische Reiz, der von maskulinem Verhalten ausgeht: „Tuntigkeit“ wird von vielen Schwulen als sexuell unattraktiv empfunden.
Der Teil der Schwulenbewegung, der stärker von feministischer Theorie beeinflusst ist, lehnt Straight acting sowie die verringerte Wahrnehmbarkeit und Anpassung an überlieferte Geschlechterrollen ab, mit folgender Argumentation:
- das Ich-Konzept basiere hier auf Schauspiel und spiegele deshalb keine gefestigte Persönlichkeitsentwicklung wider
- Straight acting sei ein Schritt zur Entpolitisierung der Homosexualität
- Straight acting sei oftmals mit diskriminierenden „Tuntenhass“ verbunden, also ein Konzept des „Othering“
- Männer, die Heteroverhalten zeigen, hätten die Kritik an Sexismus und klischeehaften Geschlechtsrollen unzureichend nachvollzogen
- Straight acting bestätige einseitige Werturteile über Männlichkeitsvorstellungen und verhindere die Akzeptanz abweichenden Rollenverhaltens als „genauso männlich“

Verteidiger des Straight actings fühlen sich durch die Vorurteile, die Schwulen zugeschrieben werden, falsch repräsentiert. Für sie ist nicht das „männliche“ Verhalten, sondern das „tuntige“ Verhalten ein Schauspiel, das ebenso wenig eine gefestigte Persönlichkeitsentwicklung widerspiegele. Sie sehen in solchem Verhalten eine Verinnerlichung von Klischees durch Teile der Schwulenbewegung und verfolgen eine Politik, die darauf zielt, dass Homosexualität nicht als „andersartig“ empfunden werden soll.
Es gibt auch von feministischer Seite her Positionen, die der straight-acting-Argumentation nahestehen: Durch die Zusammenlegung männlicher Homosexualität und „Tuntigkeit“ wird die Männlichkeit heterosexueller Männer nicht in Frage gestellt, da unkonventionelle Formen von Maskulinität per se Schwulen zugewiesen werden. Geschlechtsrollennonkonformität bei heterosexuellen Männern („Heterotunte“) wird so zu etwas Undenkbarem. Daneben wird argumentiert, dass eine Ablehnung der traditionellen Geschlechterrollen nicht mit deren radikaler Umkehr oder Parodie (u. a. durch „Tuntigkeit“) einhergehen müsse. Vielmehr sollte es Ziel sein, die traditionellen Rollen zu erweitern.

## Lesben
Bei Lesben existiert diese Debatte auch. Allerdings wird sie anders geführt, da die lesbische Kultur stärker vom Feminismus beeinflusst wird und die Bereitschaft, Geschlechtsrollen zu kritisieren, deshalb größer ist als bei Männern. Lesbische Frauen, die weiblichen Klischees entsprechen, werden aus den eigenen Reihen (teilweise abwertend) als „Lippenstift-Lesben“ (lipstick lesbians) bezeichnet. Auch diese Bezeichnung wird von denjenigen, die davon betroffen sind, als Ausgrenzung gegenüber anderen Lesben und als (Gruppen-)Zwang zu einer radikal feministischen Haltung bzw. zur Anpassung an ein klischeehaftes Bild von der „burschikosen Lesbe“ (→ Butch und Femme) empfunden.